# 八幡神社 (関市小瀬)
八幡神社（はちまんじんじゃ）は、岐阜県関市小瀬に鎮座する神社（八幡神社）。

## 概要
創建時期は不詳。荒廃していたのを寛正3年（1462年）に足立与三右衛門が氏神として再興したという。曽代用水の建設により移転し、延宝2年（1674年）に松尾山麓の春日神社の境内に移転。1873年（明治6年）に郷社となったさい、春日神社を八幡神社の摂社とする。
1974年（昭和49年）4月1日に岐阜県神社庁より県神社庁長参向指定神社（金幣社）の指定を受ける。

## 祭神
- 応神天皇

## 境内社
- 春日神社

天正6年（1578年）、足立與三右ェ門により小瀬村字庄から小瀬村字松尾（松尾山麓）に移転。
- 若宮神社

## 境外社
- 御嶽神社

1952年（昭和27年）1月に八幡神社の境外社となる。鎮座地は関市小瀬1510。
- 神明神社

1952年（昭和27年）1月に八幡神社の境外社となる。鎮座地は関市小瀬1583。
- 津島神社

1952年（昭和27年）1月に八幡神社の境外社となる。鎮座地は関市小瀬311-1。

## 主な祭事
あや笠祭り（やさやさ祭り）
- 境内社の春日神社で行われる祭礼。

## 交通アクセス

### 公共交通機関
- 関シティバス関板取線「瀬尻小学校前」バス停下車、徒歩約6分。
- 長良川鉄道越美南線関駅下車、徒歩約30分。